# Тукдам
Тукдам (тиб. ཐུགས་དམ) — это практика медитации, совершаемая в присутствии умирающего буддистского учителя или ламы. Участвующие в медитативной практике «поглощают» энергию. Медитация самого умирающего мастера также называется «тукдам». Буддийские источники (а также разделяющие учение люди) утверждают, что в таком состоянии лама продолжает посмертное бытие в медитативном состоянии, а его тело становится нетленным (пример — Даши-Доржо Итигэлов). 
Практика тукдама изучалась учёными и экспертами-криминалистами. Среди научных исследований можно выделить 3 основных направления: 
1. Исторические и культурологические исследования на уровне описательных дисциплин: антропологии, этнографии и др.
2. Комплексные буддологические исследования и региональные этнокультурные и психоисторические исследования в ламаизме, тибетологии и т. п.
3. Попытки и практики исследования тукдама и близких ему явлений, медитативных форм и околосмертных состояний объективными методами (ЭЭГ, МРТ и др.).

Специальные экспериментальные исследования данного вида медитации проводятся с 2018 года под руководством академика РАН С. В. Медведева на севере Индии при поддержке Далай-ламы XIV. Ранее российские исследования психокультурных и психотехнических традиций, включая тукдам, велись в Бурятском филиале СО АН СССР, а также рядом независимых исследовательских коллективов на основе архивов и литературных текстов, а также в ходе этнопсихологических экспедиций на Алтай, Тибет и т. п., преимущественно в логике культурно-психологических традиций. 
В 2021 году были обобщены длительные исследования посмертной активности мозга в 13 случаях тукдама. Они показали, что ЭЭГ умершего монаха в состоянии тукдам совпадает с ЭЭГ мёртвого человека (отсутствует). Ни одно из опубликованных научных исследований не нашло строгих подтверждений существования тукдама как особого состояния сознания. По словам профессора МГУ Александра Каплана:
Посмертная медитация? С точки зрения физиологии ничего мы не можем там регистрировать: сердце не работает, активности мозга нет, дыхания нет, ничего нет. Наш инструментарий там бесполезен, ничего не работает.